# 叫
『叫』（さけび）は、2006年の日本映画。黒沢清監督・脚本、役所広司主演によるミステリー・ホラー映画。Jホラーシアター作品第3弾。2006年からヴェネツィア国際映画祭など各国の映画祭で上映され、日本では2007年2月24日に公開された。

## あらすじ
東京湾岸の埋め立て地帯で、3件の殺人事件が相次いで発生する。市川信也（田中良）が婚約者の柴田礼子（秋吉砂喜子）を殺し、医師の佐久間昇一（中村育二）が息子の勇介（佐藤貴広）を殺し、OLの矢部美由紀（奥貫薫）が社長の小野田誠二（野村宏伸）を殺す、いずれのケースにおいても、加害者が被害者の顔を水たまりに押しつけて海水で窒息死させる、という手口は共通していた。
刑事の吉岡登（役所広司）は、捜査を進めていくうち、自分の指紋やボタンなどが現場に残されていることに気づく。同僚の宮地徹（伊原剛志）からも疑いの目を向けられる中、自分が犯人なのではないかと考えはじめた吉岡は、精神科医の高木（オダギリジョー）の元を訪ねるが、はっきりしたことは分からない。そんな折、赤い服の女（葉月里緒奈）の幽霊が吉岡の前に現れるようになり、彼の混乱は深まるばかりとなる。
いま、吉岡が唯一落ち着ける時間は、恋人の仁村春江（小西真奈美）と一緒に過ごすときだけである。一旦は二人で遠くへ旅立とうとするが、吉岡は春江だけを行かせて、自分はここに留まることを決意する。吉岡がさらに調べを進めた結果、赤い服の女の生前の居場所は、吉岡が15年前にフェリーで通り過ぎた記憶のある療養所だった、と判明する。そこで虐待を受けた末に命を落とした赤い服の女の呪いにかけられた者は、親しい人間を殺さなければならなかった。現在は廃墟となった療養所を訪れた吉岡に、赤い服の女は「あなただけ許します」と言い残し姿を消すが、吉岡は他の犯人たちと同じように、自分も半年前に春江を海水で窒息死させていたことを思い出す。その後吉岡は自宅に戻り、春江の遺骨を拾い上げバッグに詰める。再び療養所を訪れ、赤い服の女の遺骨を同じバッグに詰める。同じ頃、吉岡のアパートに侵入した宮地は、部屋の中を探っていたところ、床の上の洗面器に吸い込まれてしまう。バッグを抱えた吉岡が人気のない大通りを歩いてゆく中、「わたしは死んだ。だから、みんなも死んでください」という赤い服の女の声がこだまする。春江は、風に髪をなびかせながらこちらに向かって何かを叫んでいるが、その声は誰の耳にも届かない。

## キャスト
- 吉岡登：役所広司
- 仁村春江：小西真奈美
- 赤い服の女：葉月里緒奈
- 宮地徹：伊原剛志
- 精神科医・高木：オダギリジョー
- 作業船の船員：加瀬亮
- 刑事・桜井：平山広行
- 矢部美由紀：奥貫薫
- 小野田誠二：野村宏伸
- 佐久間昇一：中村育二
- 検死官・古屋：村木仁
- 刑事：井上肇
- 看護婦：三宅尚子、長宗我部陽子
- 佐久間勇介：佐藤貴広
- 資料係：渡辺憲吉
- 柴田礼子の母：水木薫
- 柴田礼子：秋吉砂喜子
- 市川信也：田中良
- 若い医者：鈴木直
- 交通課の巡査：坂本一敏
- オノダ貿易従業員：渡邉紘平
- 赤い服の女の母：石井育代
- 乳児：星樹希
- 刑事：浜近高徳、藤岡大樹、井上浩
- 警官：松本良、三田直弥、植木信博、西川義郎
- 鑑識：古屋治男、藤岡太郎、安田昌平
- 叫びの声：牧野芳奈

## スタッフ
- 監督・脚本：黒沢清
- エグゼクティブ・プロデューサー：濱名一哉、小谷靖、千葉龍平
- プロデューサー：一瀬隆重
- アソシエイト・プロデューサー：東信弘、木藤幸江、剱持嘉一
- 撮影：芦澤明子（J.S.C.）
- 照明：市川徳充
- 録音：小松将人
- 美術：安宅紀史
- 装飾：須坂文昭
- 音楽プロデューサー：慶田次徳
- 編集：高橋信之
- 音楽：蓜島邦明
- VFXスーパーバイザー：浅野秀二
- 特殊造形：松井祐一
- 特殊効果：岸浦秀一
- キャスティング：山口正志
- 助監督：片島章三
- 製作担当：村田亮
- 製作会社：東京放送、エンタテインメント・ファーム、エイベックス・エンタテインメント、オズ、日活
- 主題歌：中村中「風になる」（avex trax）

## 評価
梅本洋一は、『LOFT ロフト』が「多方向に逸脱を続けることで、映画に新たな可能性を拓いた」のに対し、『叫』には「逸脱がない代わりに、極めて高い完成度」がある、と評した。